# David Nabergoj
David Nabergoj, slovenski inženir agronomije, gospodarstvenik in politik, * 24. marec 1962, Postojna.
Med letoma 2002 in 2007 je bil član Državnega sveta Republike Slovenije.
V letih 1996–2017 je bil predsednik uprave Mlinotesta.